# 21238 Panarea
21238 Panarea este un asteroid din centura principală de asteroizi.

## Descriere
21238 Panarea este un asteroid din centura principală de asteroizi. A fost descoperit pe 28 noiembrie 1995 la Ōizumi de Takao Kobayashi. Asteroidul prezintă o orbită caracterizată de o semiaxă mare de 2,54 ua, o excentricitate de 0,11 și o înclinație de 11,4° în raport cu ecliptica.